# NGC 748
NGC 748 é uma galáxia espiral (Sb) localizada na direcção da constelação de Cetus. Possui uma declinação de -04° 28' 02" e uma ascensão recta de 1 horas, 56 minutos e 21,8 segundos.
A galáxia NGC 748 foi descoberta em 20 de Setembro de 1784 por William Herschel.